# 東京都山岳連盟
公益社団法人東京都山岳連盟（こうえきしゃだんほうじんとうきょうとさんがくれんめい、英語名称 : Tokyo Mountaineering Federation、略称 : 都岳連）は、日本国内における登山活動の振興を行う統括団体である公益社団法人日本山岳・スポーツクライミング協会（日山協）の加盟団体で、その中でも最大規模の山岳団体でもある。
本部事務所や会議室は現在、東京都千代田区神田に置かれており連盟の運営事務や各会議が行われている。

## 概要
東京都山岳連盟は「登山道義の昂揚並びに都民への安全登山の啓発、登山の研究、指導および普及を図り、あわせて加盟団体相互の親睦、扶助および連絡を図ることによって、登山の発展に寄与する」を目的として活動している。
東京都山岳連盟は規模が大きく支出分担金も多い関係上、上部組織である日本山岳・スポーツクライミング協会に対して多くの理事、評議員、各委員会の常任委員を派遣しており強い影響力を持っている。
東京都山岳連盟には数多くの老舗山岳会、名門山岳会が加盟しており戦前の有名作家の大町桂月、菊池寛などが会員であった東京アルコウ会や東京野歩路会など大正期に設立された社会人山岳会がある。また明治に設立された日本最古の山岳会である公益社団法人日本山岳会も日本山岳・スポーツクライミング協会設立に際して東京都山岳連盟に加盟していた。現在は日本山岳会の本部としては都岳連から退会したものの、後年東京多摩支部が設立されて都岳連に加盟した。これにより都岳連と日本山岳会の連携は支部単位ではあるが復活している。

## 都岳連の各種活動
- 登山教室

日山協の山岳指導員（日本スポーツ協会スポーツ指導者準拠資格）の資格を持つ都岳連構成員による雪山、クライミング、沢登り、トレッキングの教室が年数回開催されており、都岳連会員、一般登山者を問わず多くの人々に登山技術の普及が行われている。
- 日本山岳耐久レース

毎年10月に五日市を拠点として奥多摩全山を24時間で走破する山岳レースが行われ、多くの選手が参加している。
このレースは別名「長谷川恒男CUP」「ハセツネ」とも呼ばれ、かつて都岳連に所属していた伝説のクライマーである長谷川恒男にちなんだものである。
- 都岳連山岳遭難共済制度

都岳連では今まで日本山岳協会一般共済や損害保険会社の山岳保険によって山岳事故の補償を行っていたが、保険金の支払などに制約が多く必ずしも満足の行く補償内容ではなかった。そこで2003年より都岳連の完全自主運営の山岳遭難共済を開始した。
原則として都岳連の加盟山岳会会員と個人会員の福利厚生制度として制定されたが、最近それ以外の一般登山者でも加入できるように「都岳連共済友の会」の制度がつくられた。
- 自然保護活動

都岳連の自然保護委員会では、毎年4月にカタクリの花が咲き乱れることで知られてきた奥多摩の御前山でJMSCA自然保護指導員などとカタクリパトロールや自然保護の啓もう活動を続けている。
また、御前山や三頭山では水質調査なども行われており、山岳における登山者の排泄行為による影響やシカの食害などの調査をしている。
これらの活動は2003年に山と渓谷社より「第1回山岳環境賞」を受賞されている。

## 都岳連の社団法人化
東京都山岳連盟は以前より「大都岳連構想」を策定し、法人化の活動を行い、2006年に社団法人設立総会を開催した。2006年12月に東京都教育委員会から社団法人設立認可が下りて、東京法務局に社団法人東京都山岳連盟が登記された。東京都教育委員会認可である。2007年6月に社団法人設立記念パーティを、海外、国内の山岳人を招いてオリンピック記念青少年総合センターで開催した。なお、全国の都道府県山岳連盟では初めての法人化である。

## 主な加盟団体
- ALPINE CLUB TOKYO （2022年4月より加盟）